# Le Métro de la mort
Pour plus de détails, voir Fiche technique et Distribution.
Le Métro de la mort (Death Line) est un film britannique réalisé par Gary Sherman, sorti en 1972.

## Synopsis
À Londres, Patricia et Alex, deux étudiants américains, découvrent un homme gisant dans un escalier de la station de métro Russel Square, alors qu'ils rentraient chez eux. Mais le corps s'est volatilisé pendant qu'ils rapportent leur macabre découverte à la police. L'inspecteur Calhoun (Donald Pleasence) relie la disparition à plusieurs autres survenues dans la même station. Cette fois, la victime est James Manfred, un haut fonctionnaire, et les services secrets lui interdisent d’enquêter.
Les disparus ont été tués par les descendants dégénérés d'ouvriers et d'ouvrières ensevelis en construisant une station British Museum en 1892, et qui ont survécu en se nourrissant de chair humaine. Ils ne sont plus que deux, un homme et sa compagne, mais à l'agonie. Lorsque celle-ci meurt, le dernier survivant, désespéré, tue trois employés du métro de Londres puis enlève Patricia à la station Holborn, ce qui relance l'enquête. Tandis qu'Alex part à sa recherche dans les profondeurs du métro, le monstre tente d'amadouer Patricia avec les seuls mots qu'il connaît : l'avertissement automatique « Mind the door » (attention à la fermeture des portes).

## Fiche technique
- Titre français : Le Métro de la mort
- Titre original : Death Line
- Réalisation : Gary Sherman
- Scénario : Ceri Jones
- Musique : Will Malone & Jeremy Rose
- Photographie : Alex Thomson
- Montage : Geoffrey Foot
- Production : Paul Maslansky
- Sociétés de production : Harbor Ventures & K-L Productions
- Société de distribution : Rank Film Distributors
- Pays de production :  Royaume-Uni
- Langue originale : anglais
- Format : couleur — 35 mm — 1,85:1 — son monophonique
- Genre : policier, horreur
- Durée : 88 minutes

## Distribution
- Donald Pleasence (VF : Philippe Dumat) : l'inspecteur Calhoun
- Norman Rossington (VF : Jacques Ferrière) : le sergent Rogers
- David Ladd (en) (VF : Patrick Poivey) : Alex Campbell
- Sharon Gurney (VF : Sylvie Feit) : Patricia Wilson
- Clive Swift (VF : Roger Lumont) : l'inspecteur Richardson
- Christopher Lee (VF : Jean-François Laley) : Stratton-Villiers, MI5